# Vladimir Šterk
Vladimir Šterk (5 de janeiro de 1891 – 6 de março de 1941) foi um famoso arquiteto croata. Nasceu em Zagreb numa família judia, filho de Vjekoslav-Alois Šterk e Lina (nascida Jelinek) e se formou na Gymnasium em Zagreb.
É mais conhecido por seu trabalho na década de 1920 e 1930, quando projetou muitos edifícios em estilo modernista.